# Coccothraustes coccothraustes
Il frosone comune (Coccothraustes coccothraustes [Linnaeus, 1758]) è un uccello passeriforme della famiglia dei fringillidi. È l'unica specie del genere Coccothraustes (Brisson, 1760).

## Etimologia
Il nome scientifico del frosone, Coccothraustes, deriva da un non meglio identificato uccello descritto da Esichio col nome di κοκκοθραυστης (kokkothraustēs), nome a sua volta formato dalle parole greche κοκκος (kokkos, "seme") e θραυω (thrauō, "rompere"), col significato di "rompi-semi", in riferimento alle abitudini alimentari di questi uccelli.

## Descrizione

### Dimensioni
Misura fino a 18 cm di lunghezza, con apertura alare di 29–33 cm ed un peso di 48-62 g: queste misure ne fanno uno dei fringillidi di maggiori dimensioni. A parità d'età, le femmine hanno dimensioni leggermente minori ed aspetto più slanciato rispetto ai maschi.

### Aspetto

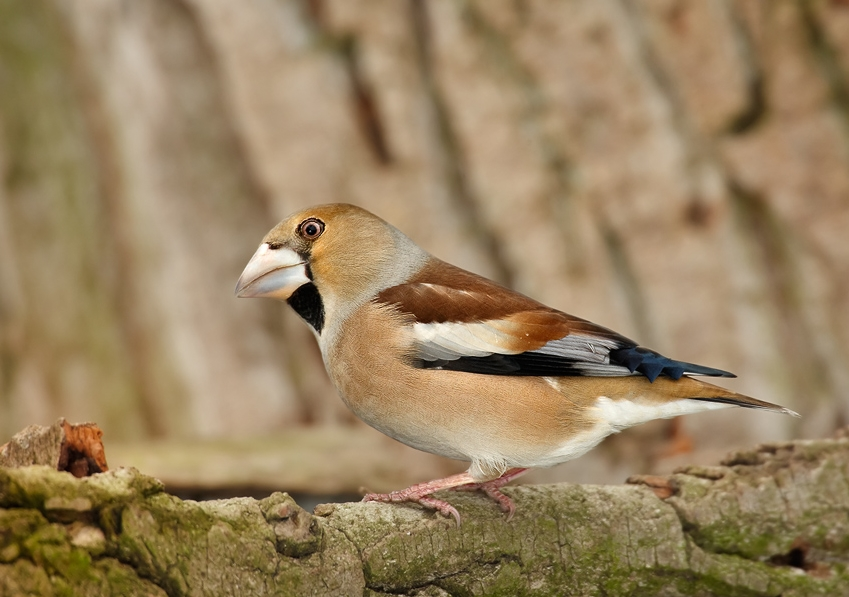
Una femmina di frosone: i colori sono meno vividi ed il nero facciale meno esteso rispetto al maschio.

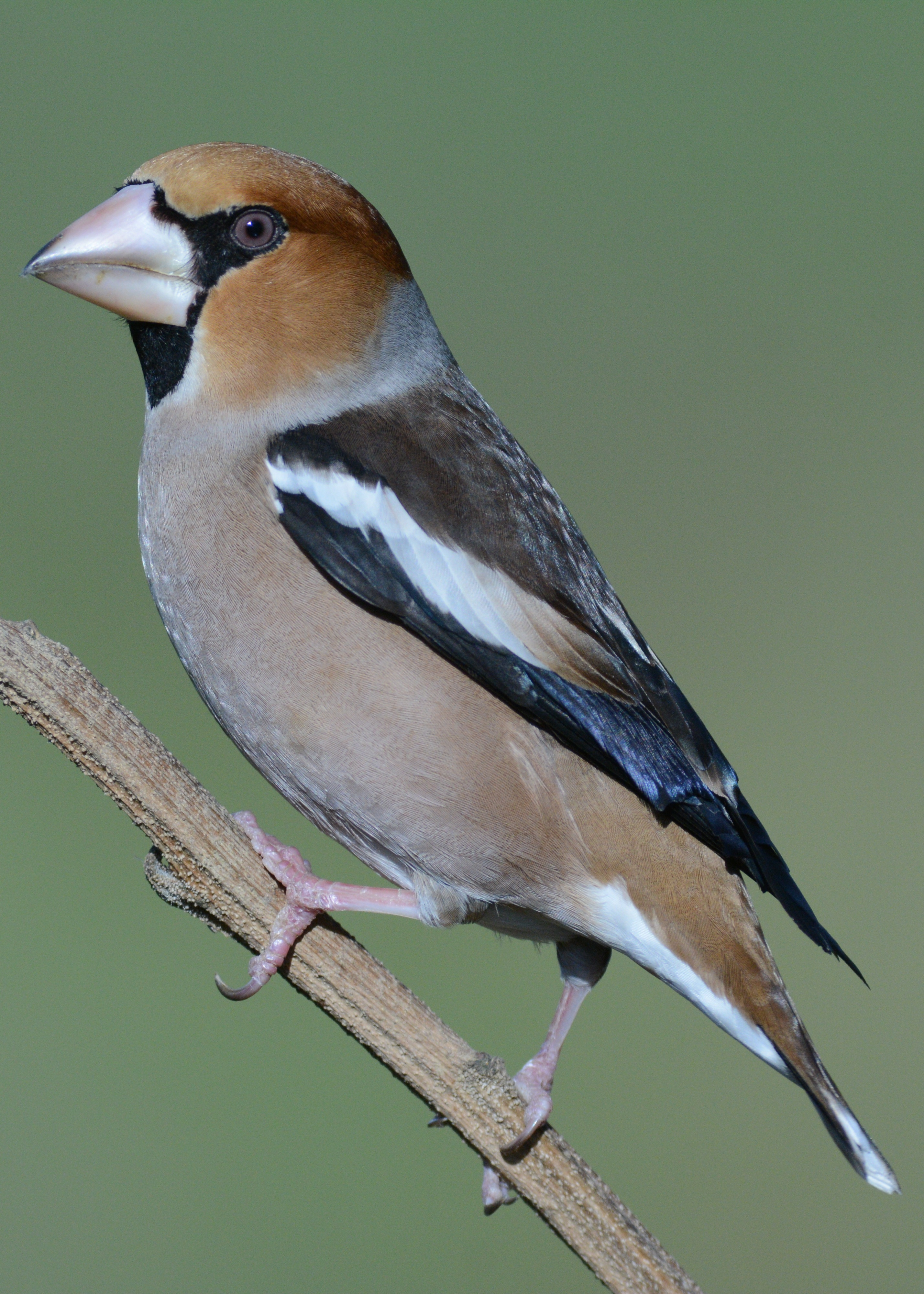
Maschio di Frosone in abito invernale

L'aspetto è quello tipico degli appartenenti alla famiglia dei fringillidi, robusto e squadrato, con grossa testa che pare innestata direttamente sul tronco ed un becco tozzo ed estremamente robusto di forma conica.

Gli occhi sono grandi, rotondi e di colore castano. Il caratteristico becco è giallastro in inverno e assume un colore blu metallico durante il periodo riproduttivo. Le zampe, piuttosto corte e di colore carnicino, possiedono quattro dita, di cui tre rivolte in avanti ed uno all'indietro. Il colore di fondo del piumaggio è marrone, sulla testa diventa via via più vivido formando un vero e proprio cappuccio di color nocciola; sul petto la colorazione tende a ingrigirsi e a schiarire fino a divenire biancastra sul basso ventre e sul sottocoda. Dalla nuca fino ai lati del collo passa una banda a forma di mezzaluna di colore grigio-argenteo, che in alcune sottospecie continua fino a congiungersi sul petto. Attorno agli occhi vi è un orlo nero, con presenza di bavetta e mustacchi dello stesso colore attorno al becco. Le ali sono di colore bruno scuro nella parte prossimale e di colore bluastro in quella distale, con una banda di penne bianche in mezzo. La coda marrone tende a scurirsi verso la parte distale fino a divenire nera in punta e sui bordi, dove compaiono anche penne di colore bianco.
La femmina possiede colorazione più sbiadita e tendente al grigio rispetto al maschio, con minore estensione della fascia nucale e del nero attorno ad occhi e becco.

## Biologia

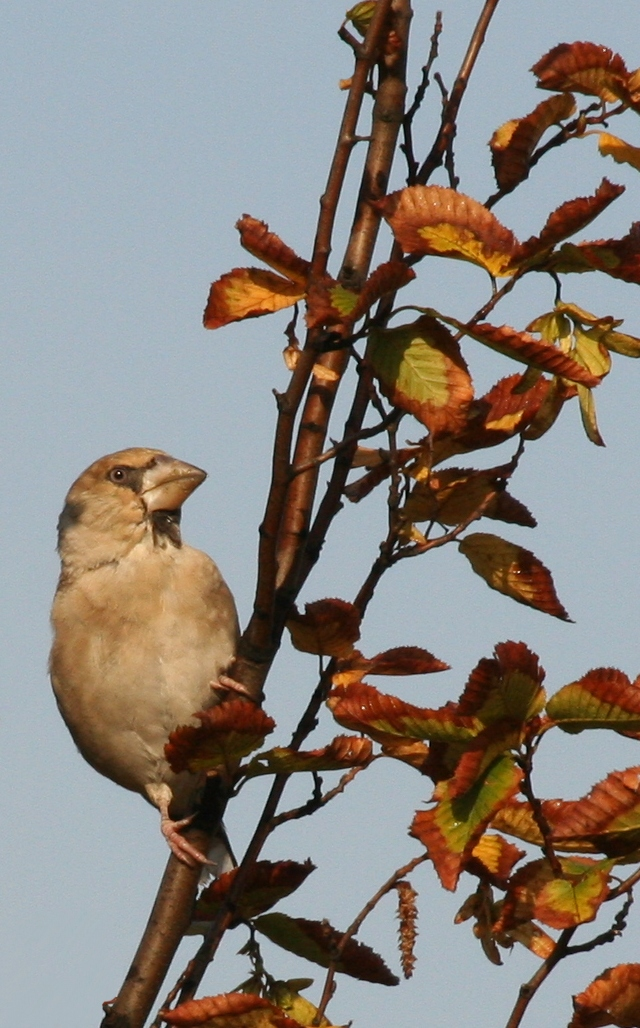
Un frosone alla ricerca di cibo fra le fronde.

Si tratta di un uccello molto schivo e piuttosto difficile da osservare anche nelle aree in cui è residente e molto comune, in quanto si muove generalmente con estrema circospezione ed al minimo rumore tende a rifugiarsi nel fitto della vegetazione. È solitario, vive fra i rami degli alberi e scende a terra raramente, per abbeverarsi o cercare granaglie. Al suolo si muove saltellando. Il volo è rapido e rettilineo, ma sulla lunga distanza possono essere osservate traiettorie ondulatorie dalla marcata periodicità. In volo la sagoma è molto caratteristica grazie al corpo robusto, che fa sembrare le ali relativamente piccole.
Sebbene non sia territoriale al di fuori del periodo riproduttivo, rispetto agli altri uccelli di pari taglia (conspecifici e non) il frosone si pone in atteggiamento dominante, reclamando per sé i migliori posatoi per la notte e l'accesso alle fonti di cibo e acqua anche in maniera aggressiva.
Il verso è uno "zic" metallico, ripetuto a intervalli regolari e più forte quando l'animale è in volo. Il frosone può emettere anche un corto pigolio mentre si muove fra la vegetazione, oppure dei versi sibilanti quando eccitato o spaventato. Il canto vero e proprio è molto simile al verso base e si ode principalmente fra febbraio e i primi di giugno, anche se di tanto in tanto qualche esemplare isolato potrebbe cantare fuori epoca. È una prerogativa dei maschi, sebbene anche le femmine siano in grado di cantare.

### Alimentazione

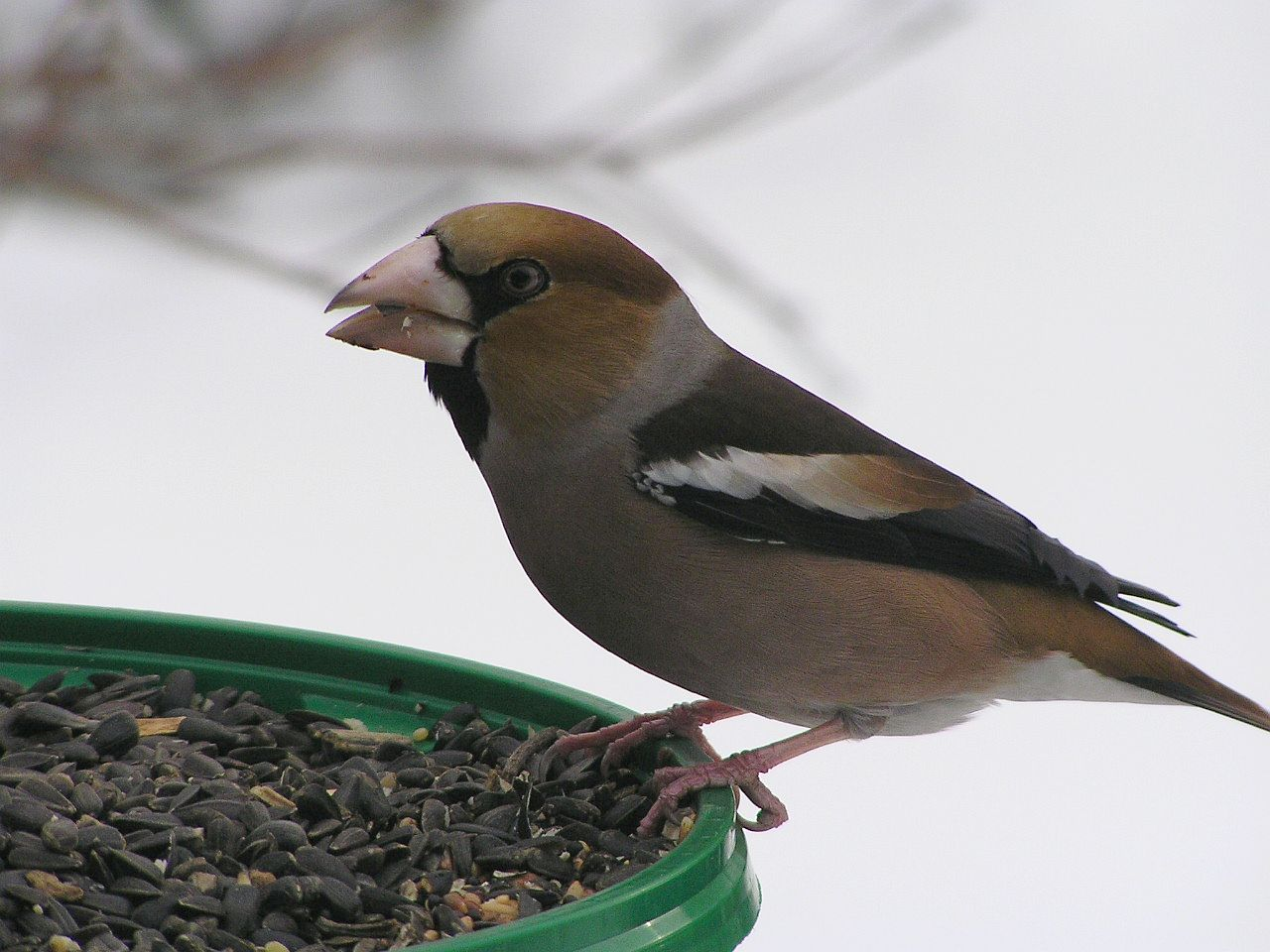
Un frosone mangia pinoli e granaglie da una mangiatoia a Bytom, in Polonia.

Il frosone è principalmente granivoro, che si nutre di semi, riuscendo ad aver ragione anche di quelli più duri grazie al forte becco e alla poderosa muscolatura che ad esso si associa e che gli permette di sprigionare una carica di 30/50 kg e aprire in tal modo anche noccioli molto duri come quelli delle ciliegie e degli spaccasassi, che sono fra i suoi cibi preferiti. La forza del becco del frosone potrebbe essere addirittura superiore ai 50 kg, in quanto riesce a spaccare anche i noccioli d'oliva, azione che necessita di una pressione fra i 53 e gli 80 kg.

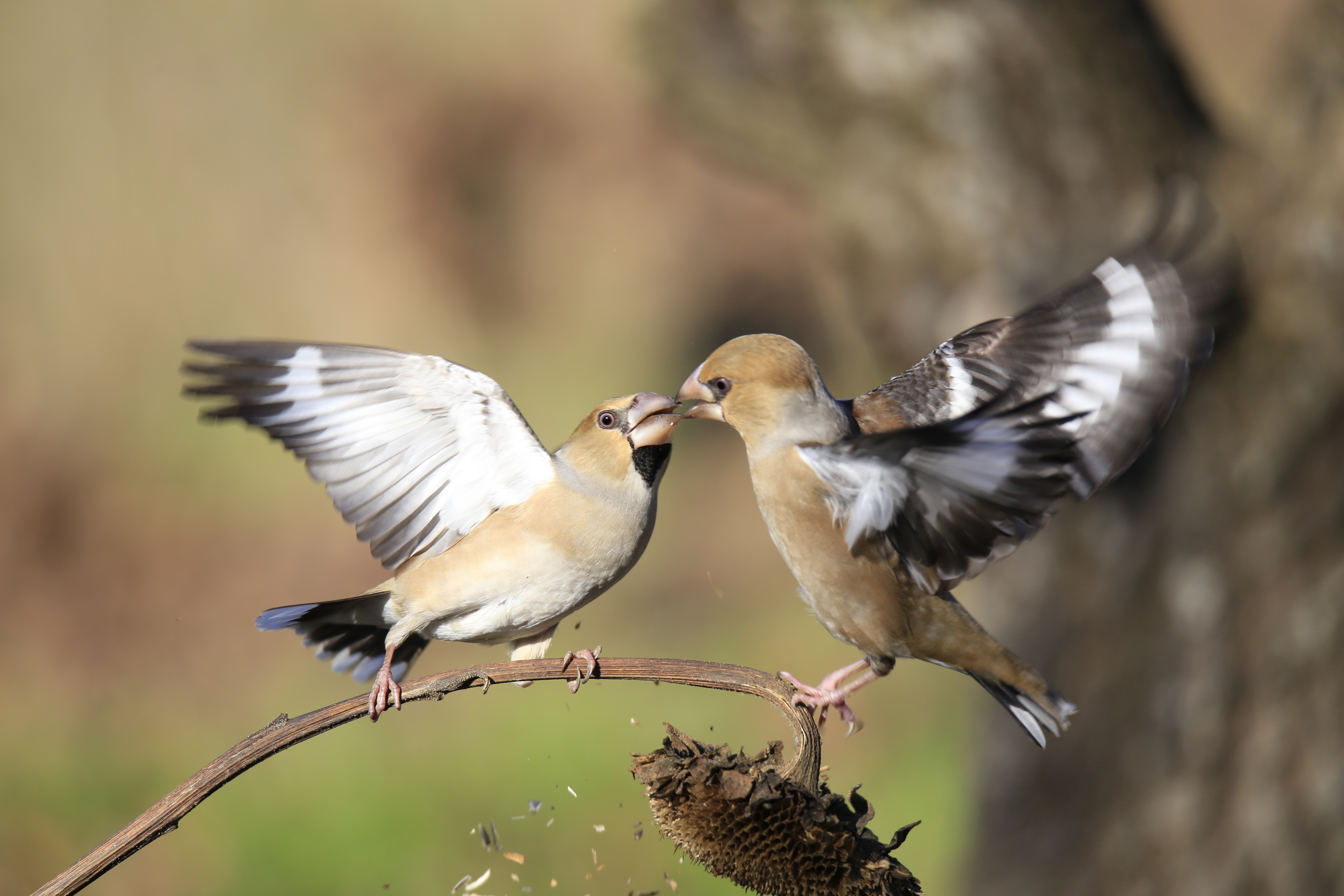
Due maschi di Frosone si contendono il cibo

Alimenti molto comuni del frosone sono anche i pinoli, i frutti del sorbo degli uccellatori, le gemme e infiorescenze di faggio e altre gemme fresche, bacche e frutta. Di rado scende al suolo per cercare semi e granaglie. In primavera si nutre anche di larve, bruchi ed insetti, che è in grado di catturare in volo. In generale, la sua dieta è varia e dipende soprattutto dalla stagione di maturazione delle infruttescenze degli alberi della zona in cui vive, pertanto nei mesi estivi mangia soprattutto i frutti e i semi di olmo, carpine, acero e faggio, mentre a partire dall'inizio della stagione fredda ripiega sui frutti di rosa, rosa canina e biancospino, per poi sostentarsi con ghiande e frutti di tasso durante l'inverno.
In corrispondenza delle fonti di cibo tendono a formarsi, soprattutto nei mesi freddi quando esso viene a scarseggiare, piccoli gruppi di uccelli, che si tollerano a vicenda senza problemi.

### Riproduzione

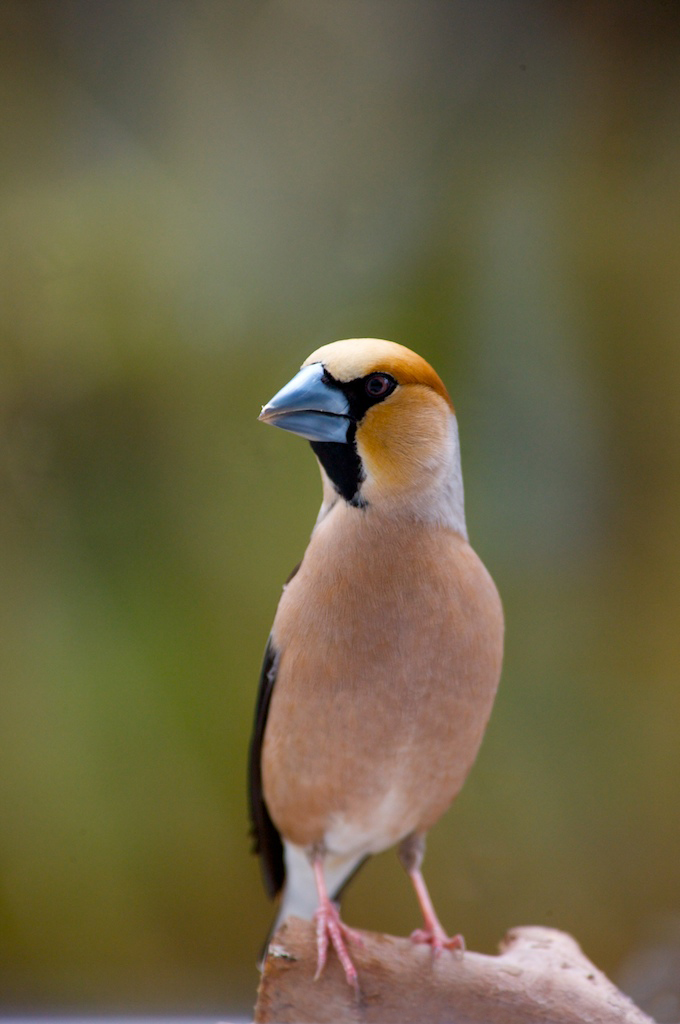
Un frosone maschio in attenzione lascia ben osservare il becco blu, tipico del periodo riproduttivo.

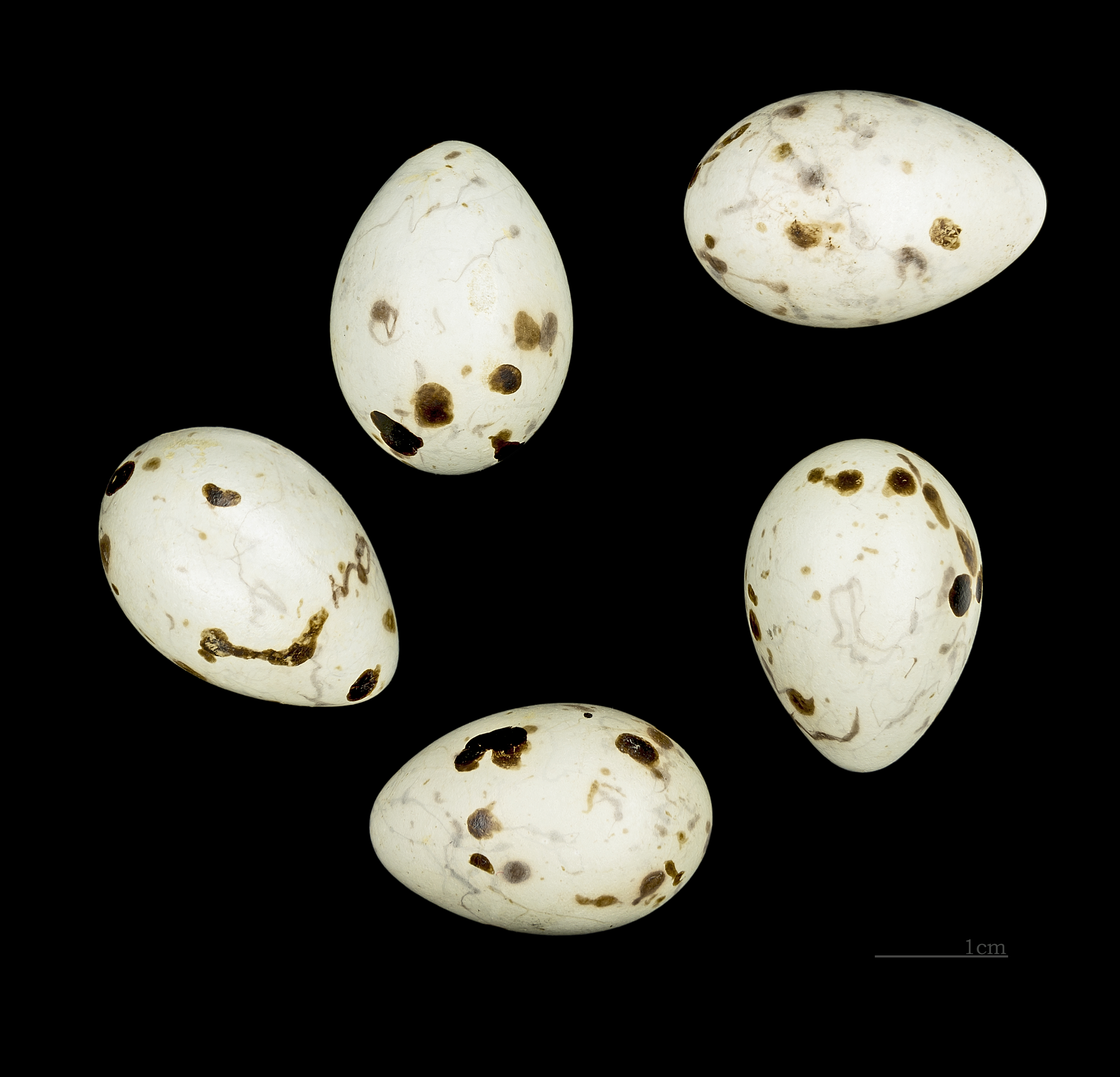
Uova di frosone

Il periodo riproduttivo comincia all'inizio di aprile. Di solito i frosoni hanno un'unica covata all'anno, ma nei luoghi e negli anni in cui la stagione calda si protrae particolarmente a lungo (oppure qualora la prima covata vada perduta) possono portare avanti due covate.
Durante la stagione degli amori i frosoni tendono a mostrare una territorialità piuttosto marcata, che segue due direttrici: la prima è la nidificazione in piccole colonie, nell'ambito delle quali ciascuna coppia difende un piccolo areale attorno al proprio nido e tutte insieme si occupano della difesa da eventuali intrusi o minacce; la seconda consiste in coppie che nidificano singolarmente e difendono areali anche piuttosto vasti, che possono comprendere anche l'intero bosco nel quale il nido è ubicato.
Durante il corteggiamento il maschio segue insistentemente la femmina con andamento zigzagante; generalmente la femmina reagisce in maniera ostile, ma dopo un certo periodo di diffidenza comincia a mostrare interesse, cessa di fuggire e si sofferma ad osservare l'aspirante partner. Esso si posiziona a questo punto con le ali leggermente spiegate ed abbassate fino a toccare il suolo, tenendo la coda aperta. Di concerto, la femmina tiene le penne il più possibile attaccate al corpo, per poi allontanarsi saltellando o volando poco lontano, col maschio che la segue. A questo punto esso abbassa la testa verso il petto e compie una sorta di inchino, permettendo alla femmina di osservare la banda nucale grigia, per poi avvicinarsi ad essa camminando ad ali spiegate. Se la femmina acconsente all'accoppiamento, tiene il becco leggermente aperto e consente al maschio di toccarlo, mimando l'offerta di cibo.
Il nido viene costruito fra la fine di aprile e i primi di maggio; il maschio passa alcune settimane a cercare dove ubicarlo e a visitare ripetutamente i luoghi ritenuti adatti alla costruzione, la quale è però appannaggio esclusivo della femmina, col maschio che partecipa unicamente alla collocazione delle prime strutture. I materiali principalmente utilizzati sono steli d'erba, rametti, licheni, posizionati ed intrecciati a formare una coppa che viene foderata internamente con del pelo. Il nido viene collocato a un'altezza variabile, generalmente compresa fra i 7 ed i 20 metri e difficilmente inferiore ai 3 metri, normalmente su grandi alberi, talvolta anche in arbusti molto frondosi.
Il numero delle uova varia fra le 4 e le 7, con una media di 5 (covate naturalmente inferiori alle 4 uova sono rare). Esse misurano fra i 20 e i 28 mm di lunghezza e fra i 16 e i 18 mm di larghezza ed hanno una colorazione estremamente variabile, che va dall'azzurro-verdastro al grigio, con presenza di maculature scure.
L'incubazione dura circa 12 giorni ed è portata avanti unicamente dalla femmina, col maschio incaricato di procurarle il sostentamento. I pulli sono ricoperti da abbondante piumino bianco e possiedono bocca e lingua di colore rosa, con la parte anteriore del palato di un brillante rosso purpureo con escrescenze biancastre. Vengono nutriti da ambedue i genitori con insetti e larve e si involano attorno ai 10-12 giorni d'età, sebbene i genitori continuino a prendersene cura per almeno altre due settimane.
Un frosone può vivere fino a 5 anni. È tuttavia piuttosto raro che riesca a vivere per più di una stagione riproduttiva.

## Distribuzione e habitat

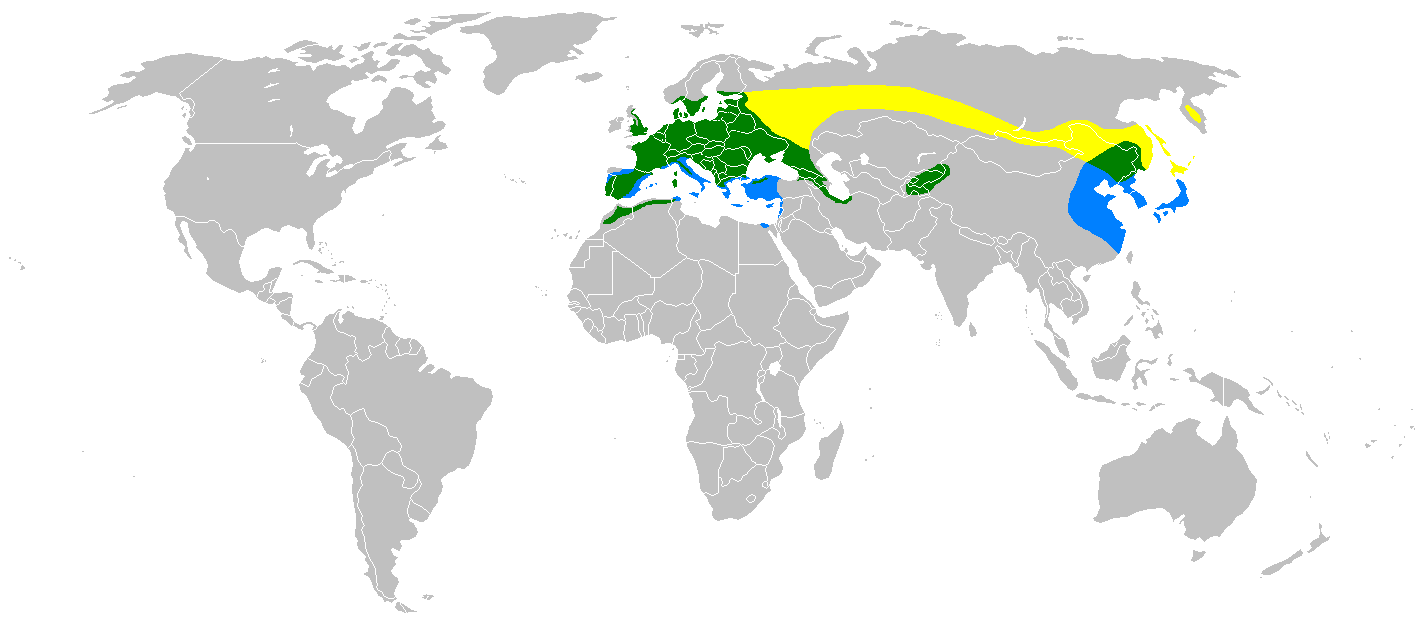
Distribuzione del frosone: in verde le aree dove la specie è residente, in azzurro le aree dove sverna, in giallo le aree dove è visitatore estivo.

Il frosone ha distribuzione paleartica, in quanto è residente in gran parte dell'Europa, dell'Asia e nel Nordafrica. In particolare, è diffuso e residente dalla penisola iberica al Mar Caspio, a nord fino alla Scandinavia meridionale e alle isole britanniche (manca in Scozia, Irlanda e Islanda) e a sud fino in Africa del Nord (dove abita i monti dell'Atlante), in Asia Centrale (Kazakistan, Kirghizistan, Tagikistan e Afghanistan orientale) e orientale (Manciuria, Corea, Giappone settentrionale, mentre in Siberia e Kamčatka è presente solo d'estate). Occasionalmente, esemplari di questa specie vengono segnalati anche lungo le coste dell'Alaska, ma si tratta di visite accidentali e solitarie.
In Italia il frosone risiede nel Settentrione, in Sardegna e lungo l'arco appenninico peninsulare, mentre nel Centro-Sud ed in Sicilia è svernante.

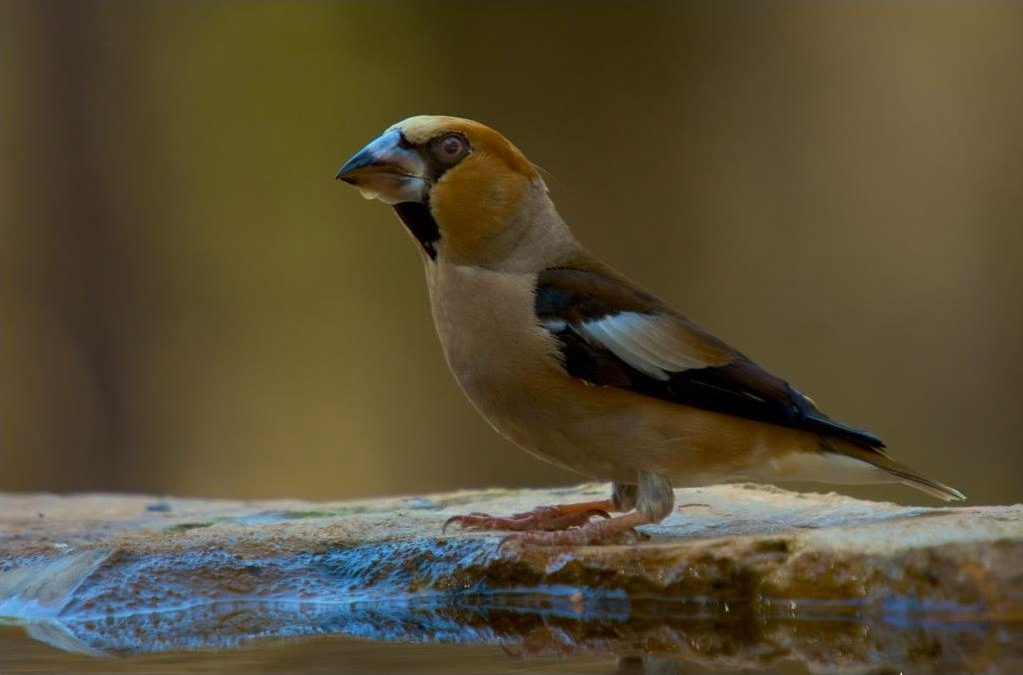
Un frosone si abbevera in Andalusia: per questi uccelli è fondamentale la presenza di fonti d'acqua permanente.

Il frosone popola principalmente i boschi di caducifoglie a qualsiasi quota, a patto che vi sia una presenza massiccia di alberi da frutto o dai grossi semi da cui trarre il nutrimento e di una fonte permanente d'acqua nelle immediate vicinanze. Meno comune è invece osservare questo uccello nei boschi di conifere, nelle aree scarsamente alberate ed in quelle aperte o cespugliose. Essendo la sua presenza legata alla quantità di cibo disponibile, in primavera ed estate esso è quindi osservabile in querceti, lecceti, faggete, o boschi decidui misti di alberi succitati e di frassini, olmi ed aceri, che in questo periodo maturano i semi. In autunno il frosone si sposta verso boschi con presenza di carpini, tassi, susini e ciliegi. Colonizza anche i frutteti, i parchi ed i giardini, sebbene piuttosto raramente, anche in virtù della naturale rarità e diffidenza di questo uccello.
Il frosone è parzialmente migratore: le popolazioni residenti nelle aree fredde possono migrare a sud per passare l'inverno in climi più miti (dove potrebbero essere già presenti popolazioni stanziali con cui i migratori a volte si aggregano ed eventualmente rimangono o si fanno seguire al ritorno), per poi tornare nell'areale originario. Le migrazioni arrivano anche ad alcune migliaia di chilometri, come dimostra il ritrovamento in Europa meridionale di uccelli inanellati in Europa centrale.

## Tassonomia
Il frosone è uno degli animali classificati nella prima stesura del Systema Naturae di Linneo nel 1758: lo studioso definì questa specie come Loxia coccothraustes, accomunandola quindi ai crocieri. In seguito venne riclassificata da Pallas come rappresentante di un proprio genere, col nome di Coccothraustes vulgaris, ed infine riclassificata nel XIX secolo da Richard Bowdler Sharpe, che le diede il nome attuale.
Il frosone ha tradizionalmente condiviso il genere di appartenenza con altre due specie, gli americani frosone dal cappuccio ed il frosone vespertino, attualmente ascritti ad un genere a sé stante, Hesperiphona; assieme ai frosoni orientali dei generi Mycerobas ed Eophona formano un clade ben definito all'interno della sottofamiglia Carduelinae, inquadrato come tribù Coccothraustini.

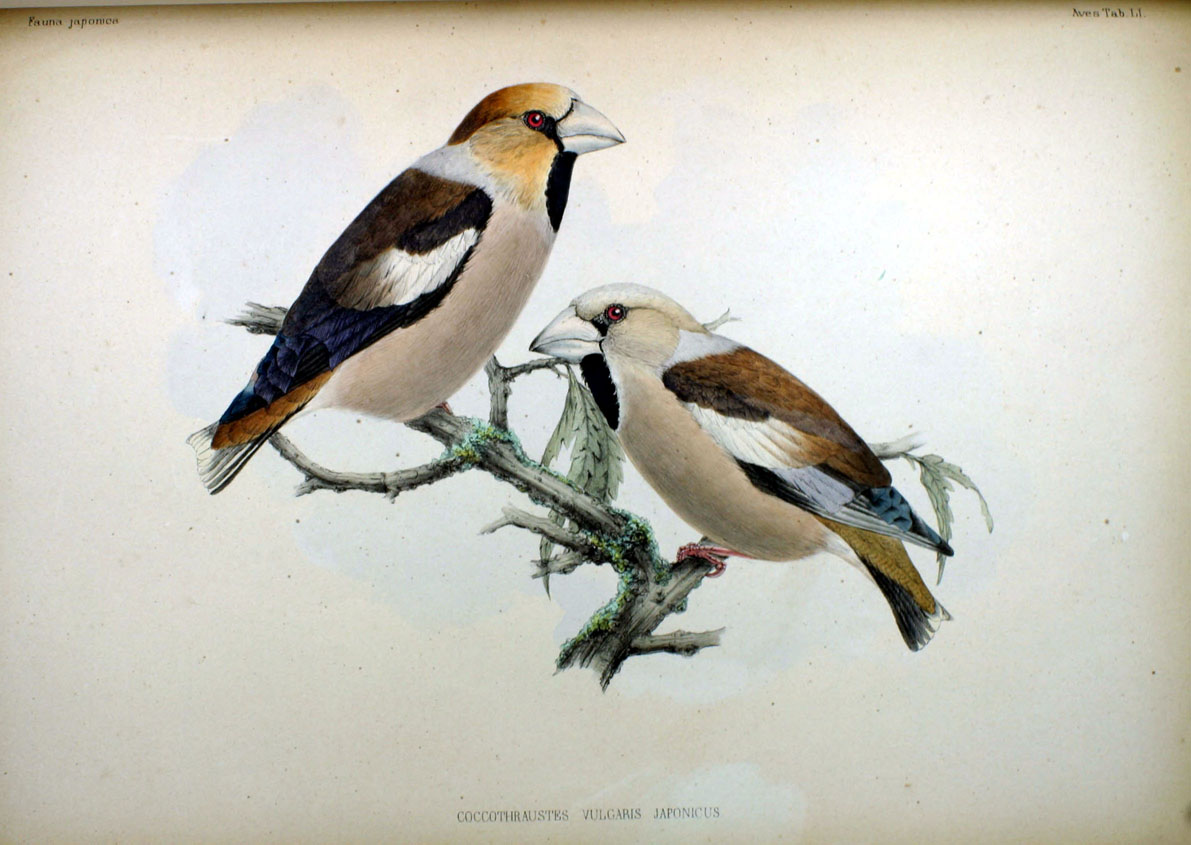
Coccosthraustes coccosthraustes japonicus, sottospecie di frosone diffusa in Estremo Oriente.

Generalmente vengono riconosciute 6 sottospecie di frosone:
- Coccothraustes coccothraustes coccothraustes, la sottospecie nominale nonché quella descritta da Linneo, diffusa in gran parte dell'Europa continentale, a nord fino alla Scandinavia meridionale e alla Scozia e ad est fino agli Urali[17];
- Coccothraustes coccothraustes buvryi, anche conosciuta col sinonimo di C. c. burryi[18], diffusa in Nordafrica, dalla colorazione maggiormente tendente al grigio rirpetto alla sottospecie nominale[19];
- Coccothraustes coccothraustes humii, diffusa in Asia Centrale[20];
- Coccothraustes coccothraustes japonicus, diffusa durante il periodo caldo nelle isole di Hokkaidō e Honshū settentrionale, oltre che su Sachalin, mentre sverna in Corea, Cina orientale e nelle isole Ogasawara[21];
- Coccothraustes coccothraustes nigricans (Buturlin, 1908), diffusa fra il Mar Nero ed il Mar Caspio dalla penisola di Crimea al nord dell'Iran, di colore più scuro rispetto alla sottospecie nominale[22];
- Coccothraustes coccothraustes schulpini, diffusa in Manciuria, Russia orientale, Corea e Giappone[23].

Le varie sottospecie vengono distinte fra loro in base a differenze di taglia, colorazione e proporzioni delle varie parti del corpo.